# Treizour
Treizour est une association basée à Douarnenez (Finistère). Née en 1979, elle exerce ses activités dans le domaine de la conservation du patrimoine maritime. Elle est notamment à l'origine du Port-musée de Douarnenez et du Défi jeunes marins.

## Historique

### Origine du nom
L'association a été créée en 1979 sous le nom de « Treizour - Techniques et traditions maritimes de Douarnenez ».
Treizour est un nom breton qui signifie passeur. Le treizour avait autrefois un rôle important : c'est lui qui, à bord de son canot, à la godille, faisait la navette entre le quai et les bateaux au mouillage dans le port et permettait ainsi aux marins de se rendre à leurs bords. C'était aussi celui qui, à marée haute, faisait passer le Port-Rhu de Douarnenez à Tréboul d'une rive à l'autre.
Symboliquement, les adhérents de l'association sont donc des « passeurs » : des passeurs de mémoire, de traditions et de savoir-faire liés au patrimoine maritime de Douarnenez et d'ailleurs.
L'association se donne pour but l'étude de l'histoire et des activités traditionnelles du port de Douarnenez et la promotion des techniques et des connaissances qui y sont attachées.

### Le Musée du bateau
Dès 1980, l'association organise une première exposition présentant de nombreux objets usuels du temps de la marine à voile .
Pour compléter ce « musée du marin », elle entreprend de collecter les bateaux de travail désaffectés à raison d'un exemplaire pour chacun des principaux types utilisés . La collecte, d'abord centrée sur les bateaux de travail bretons, s'étend ensuite à tout le littoral français et fluvial.
L'association fait le constat que sur les centaines de chaloupes sardinières qui animaient le port de Douarnenez, il n'en existe plus une seule . Elle entreprend alors des travaux de reconstitution puis la construction de Telenn-Mor, réplique d'un bateau traditionnel, qui s'achevèrent en 1983.
En 1981, la revue Le Chasse-marée ainsi que la fédération régionale pour la culture maritime s'implantèrent à Douarnenez.
Avec leur soutien et celui de la municipalité, Treizour put lancer le projet de création du Musée du bateau, qui ouvrit en 1985 dans l'ancienne conserverie Le Bris. L'association dès l'année suivante cède le musée à la ville de Douarnenez, ainsi que sa collection comprenant une centaine de bateaux de tous genres.
L'association prend en 1988 le nom de « Treizour - Amis du musée du bateau de Douarnenez ».

### Douarnenez 1988

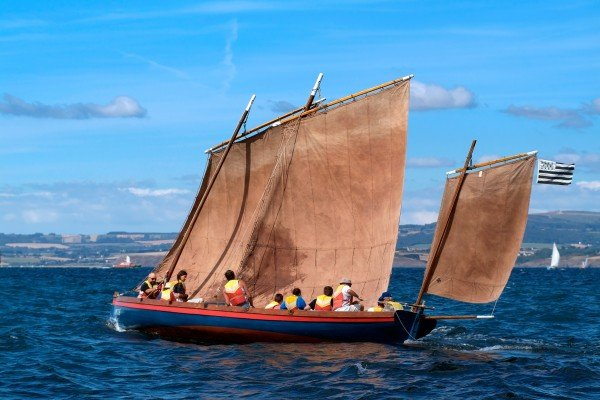
Yole de Bantry Amitié

A l'occasion de ces fêtes, les Américains offrent Amitié, une yole de Bantry à la « jeunesse de France ». Ce don est fait dans le cadre de l’Atlantic Challenge, une opération franco-américaine créée deux ans plus tôt par Lance Lee et Bernard Cadoret, directeur du Chasse-marée également membre de Treizour, et célébrant le 100e anniversaire de la statue de la Liberté. Pour l'occasion, les États-Unis ont fabriqué deux yoles de Bantry, répliques d'un canot major d'une frégate du XVIIIe siècle, et en ont offert une à la France. Le projet a des visées de promotion et de préservation du patrimoine maritime, en créant entre jeunes de divers pays un challenge maritime régulier sur ce bateau.
Après la fête, un équipage douarneniste prend en main le bateau et inscrit son fonctionnement dans l'association.
À compter de 1988 Amitié et son équipage sont de toutes les fêtes maritimes et compétitions nationales et internationales.

### La collection de radio maritime
L'association comprend grâce à Michel Balannec, adjoint au patrimoine de la ville de Douarnenez et ancien président de l'association, une importante collection de radio maritime. Elle contient l'ensemble des moyens radioélectriques civils utilisés en mer pour communiquer, de navire à navire ou avec des stations côtières, pour la sécurité, la gestion des flottes ou les communications personnelles.
Après plusieurs expositions temporaires, la collection entre au Port-Musée en 2010.

## Activités
Après toutes ces années l'association, aux travers de ses activités, garde intacte son envie de partager ses connaissances du monde marin.

### Techniques de construction
Chaloupe sardinière Telenn-Mor
Le Telenn-Mor est une réplique de chaloupe sardinière de Douarnenez construite en 1983.
Canot de pêche traditionnel
L'association Treizour a commencé en janvier 2020 la construction d'un canot de pêche traditionnel du début du XXe siècle, long de 6,99 mètres, qui a été mis à l'eau au printemps 2022.
Lors de Temps fête 2022, il a été baptisé du nom de Joséphine, en référence à Joséphine Pencalet.

### Navigation
Le Telenn-Mor qui appartient à l'association Treizour depuis 1983, navigue avec le Centre nautique municipal de Douarnenez-Tréboul.
Il a le label BIP (Bateau d'intérêt patrimonial) par la Fondation du patrimoine maritime et fluvial.
Grâce à ce bateau, des centaines de jeunes découvre chaque année la voile classique en toute sécurité, c'est un outil pédagogique unique.

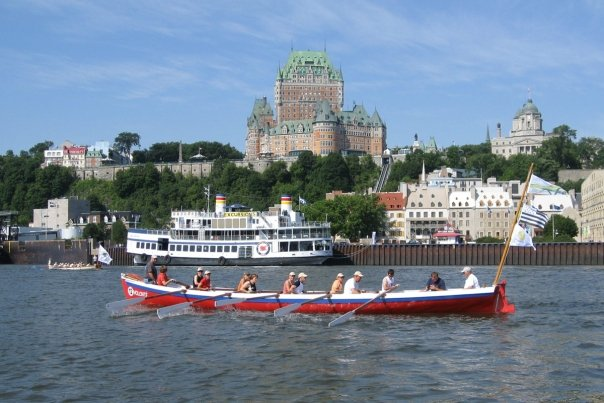
Volonté, yole de Bantry de Treizour, sur le fleuve Saint-Laurent, durant l'Atlantic Challenge de 2010.

En août 2016 la yole Amitié a été offerte au Port-musée de Douarnenez.
L'association Treizour a lancé en 1998 une deuxième yole de Bantry : Volonté.
L'équipage de la yole Volonté a gagné les rencontres internationales 2011 à Dunkerque. Il a participé à l'Atlantic challengeen 2004, 2006 et 2012, au Défis Jeunes Marins en 2008 et 2011, et au Défi Breton en 2014.

### Organisation et participation aux rassemblements nautiques
- Rassemblements de voile classique : la Semaine du Golfe, les Fêtes maritimes de Brest, Fêtes maritimes de Douarnenez, Rendez vous de l'Erdre[14]
- Compétition internationale[15],[16] : Défi jeunes marins, Atlantic challenge.

### Publications
- Le Bulletin de Treizour sur le site du Chasse-Marée.